# Михайлова, Светлана Владимировна
Светлана Владимировна Михайлова (род. 25 октября 1956, Мурманск) — советская и российская актриса театра, ведущая актриса Архангельского театра кукол, Народная артистка Российской Федерации (2011).

## Биография
Светлана Михайлова родилась 25 октября 1956 года в Мурманске. После окончания Ленинградского государственного института театра, музыки и кинематографии (курс С. К. Жукова) начала творческую деятельность в Мурманском театре кукол.
В 1978 году пришла на работу в Архангельский театр кукол, где за более чем 35 лет непрерывной работы создала около 70 образов, среди которых Буратино, Золушка, Баба-Яга и многие другие.
В 1990 году ей было присвоено звание заслуженной артистки РСФСР.
Михайлова также проявила себя как театральный педагог, выпустив актёрский курс в Архангельском колледже культуры. Позднее её ученики сформировали молодёжную студию «Dur (Мажор)» при театре кукол.
Исполняла нескольких ролей в спектакле «Вертеп», ставшем лауреатом Национальной театральной премии «Золотая Маска» в 1996 году в номинации Лучший спектакль. А в 2003 году она сама получила эту премию в номинации «Лучшая актёрская работа в театре кукол» за роль Гертруды в спектакле «Хамлет, датский принц».
Светлана Михайловна представляла театр на крупных российских и международных фестивалях, создавая образы в спектаклях «О страшном драконе…», «Вертеп», «Маленькое шоу для больших людей», «Хамлет, датский принц», «Чайка», «Волшебные сказки Попугая», «Кукольный балаганчик. Дон Жуан в Венеции» и многих других.
Является постановщиком ряда спектаклей («Три медведя», «Бармалей», «Большим о маленьких»), а также представлений Литературно-театральной гостиной театра.
21 марта 2011 года Светлане Михайловой было присвоено звание народной артистки России. Впервые, в истории постсоветской России, это звание было присвоено театральному деятелю Архангельской области.
Светлана Михайлова — одна из ведущих актрис Архангельского театра кукол. Ей одинаково подвластны различные виды кукол: перчаточные, тростевые куклы, марионетки, теневые куклы, планшетные куклы.

## Признание и награды
- Народная артистка Российской Федерации (21 марта 2011 года)
- Заслуженная артистка РСФСР (1990)
- Лауреат высшей национальной премии «Золотая Маска» за роль Гертруды в спектакле «Хамлет, датский принц» (2004)[5]
- Лауреат IV Областного фестиваля театрального искусства «Ваш выход!» в номинации «Лучшая роль второго плана» за работу в спектакле «Кукольный балаганчик. Дон Жуан в Венеции» (роли Лепорелло и Маленькой девочки, Архангельск, 2010)
- Лауреат премии Архангельского комсомола в области литературы и искусства (1984)

## Творчество

### Избранные роли в театре
- «О страшном Драконе и храбром Сапожнике, прекрасной Принцессе и короле Гвоздике» — Баба-Яга
- «Людвиг XIV и Тутта Карлссон» — Петрус-певун
- «Морозко» — Старуха, Лиса
- «Зонтик для принцессы» — Кашпер
- «Умная Матрёна» — Матрёна
- «Волшебные сказки Попугая» — Розалинда
- «Вертеп» — Волхв, Ангел, Трактирщик, Черт, Старуха и другие
- «Маленькое шоу для больших людей»" — несколько ролей
- «Хамлет, датский принц» — Хертруда, Чернь
- «Чайка» — Аркадина
- «Кукольный балаганчик. Дон Жуан в Венеции» — Лепорелло, Маленькая Девочка и другие[6]
- «Трагикомическое представление по петербургским повестям Н. В. Гоголя» — Башмачкин
- «Ленинградская сказка» — Девочка

### Избранные постановки в театре
- «Три медведя»
- «Бармалей»
- «Большим о маленьких»
- «Путешествие к Белой Медведице»[7]